# Theo van Gogh (regista)
Theodoor van Gogh, detto Theo (L'Aia, 23 luglio 1957 – Amsterdam, 2 novembre 2004), è stato un regista, attore e produttore televisivo olandese.
Discendente del fratello del celebre pittore Vincent van Gogh, fu assassinato da Mohammed Bouyeri, estremista islamico esponente del Gruppo Hofstad, come ritorsione contro alcune immagini mostrate nel suo film Submission.

## Biografia

### Famiglia e vita personale
Van Gogh nacque a L'Aia nel 1957, da Johan e Anneke, militanti del Partito del Lavoro olandese; il suo bisnonno era il mercante d'arte Theo van Gogh, fratello di Vincent van Gogh e di Wil, predicatrice e tra le prime attiviste del Femminismo olandese. Uno zio, anche lui di nome Theo, era un partigiano caduto nella lotta contro il nazismo. Suo padre, Johan van Gogh, era stato membro del servizio segreto Olandese (AIVD, poi BVD). Il regista aveva due sorelle e un figlio nato nel 1991, Lieuwe. Ateo, Van Gogh da giovane sfoggiò il suo carattere turbolento, polemico e politicamente scorretto, amava bere e in gioventù ha sofferto di una forma seria di obesità, che lo ha costretto ad un'operazione di bypass gastrico.

### Carriera
Frequentò la facoltà di legge, dalla quale uscì per lavorare nel mondo del cinema per seguire la sua grande passione, creare e dirigere film. Il suo debutto fu il film Luger del 1981. Il primo importante riconoscimento fu il Gouden Kalf, nel 1996 per il film Blind Date (Appuntamento al buio), bissato nel 1997 con In het belang van de staat (Nell'interesse dello Stato), per il quale ricevette anche un "Certificate of Merit" al San Francisco International Film Festival. Apparve anche come attore nella produzione "De noordlingen" (I Nordici - 1992), dopo di che si dedicò alla scrittura, pubblicando caustici pezzi su quotidiani e riviste.

### Idee politiche
Theo van Gogh nei suoi articoli attaccava duramente politici, giornalisti e coloro che facessero "parte del sistema". In conseguenza di ciò, fu licenziato più volte dai giornali per i quali lavorava, e infine costretto a scrivere esclusivamente nel suo sito, chiamato "De Gezonde Roker" ("Il fumatore in salute"). Usava toni feroci contro le religioni, ma dopo gli attentati dell'11 settembre 2001 focalizza il proprio sdegno contro l'Islam.
Politicamente era vicino alla sinistra moderata, come nella tradizione della sua famiglia. Amico del politico olandese Pim Fortuyn, anche lui impegnato contro l'islamismo e assassinato da un ambientalista nel 2002, era infatti schierato con il Republikeins Genootschap, associazione di idee repubblicane che propugna l'abolizione della monarchia nei Paesi Bassi. In seguito alla morte di Fortuyn divenne sostenitore di Ayaan Hirsi Ali, un'olandese di origini somale paladina dell'emancipazione femminile nell'Islam, che scrisse la sceneggiatura del cortometraggio Submission.

### L'omicidio

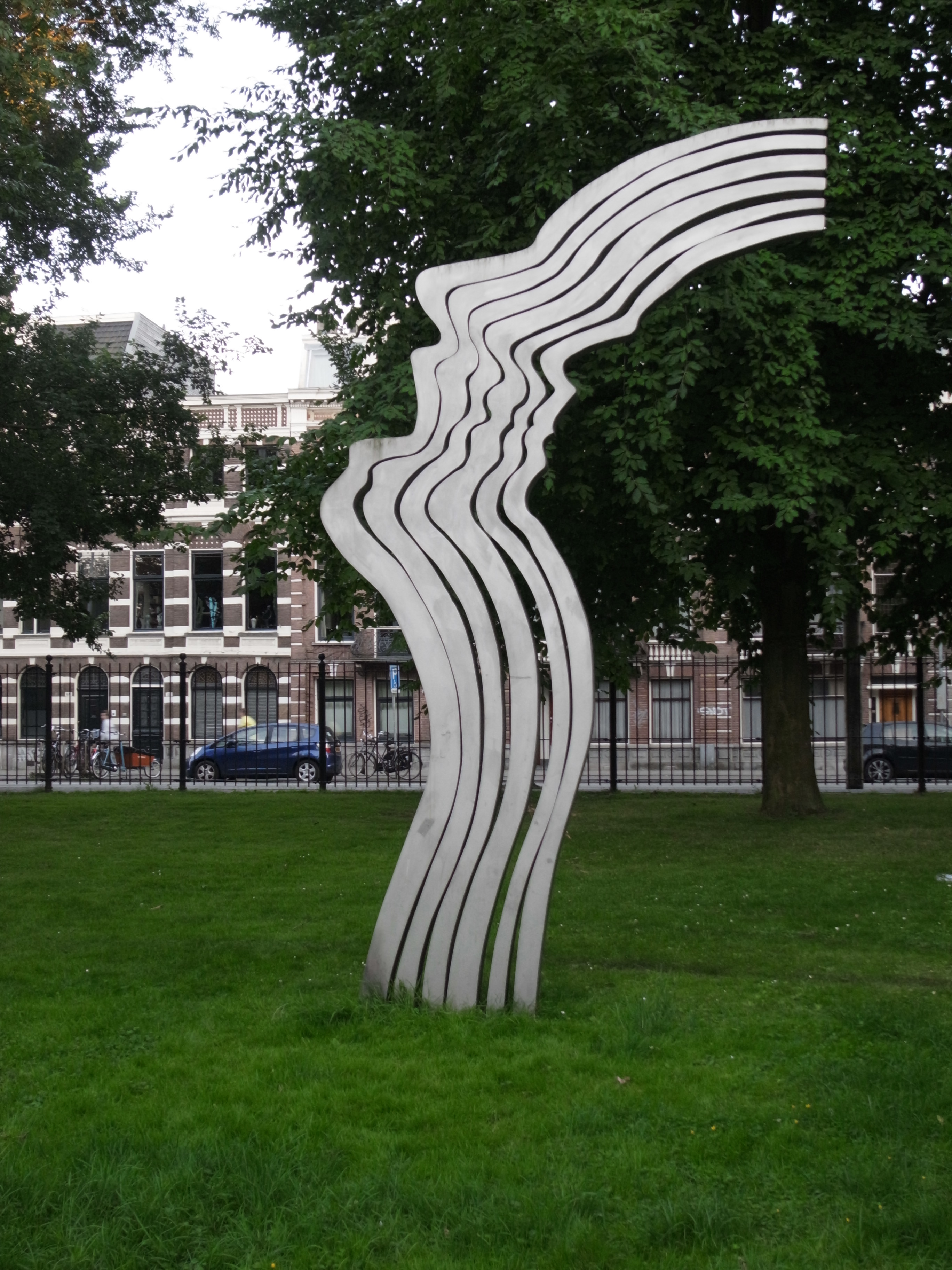
Monumento a Theo Van Gogh ad Amsterdam.

Van Gogh fu assassinato il 2 novembre 2004 alle ore 8:45, nella parte est di Amsterdam. Il suo assassino, in possesso di doppia cittadinanza marocchina e olandese, vestito con una gellaba, un indumento tradizionale arabo, per rimarcare la sua appartenenza culturale, gli sparò otto colpi di pistola e successivamente gli tagliò la gola in pieno centro per eseguire una fatwā legata alla pubblicazione del suo cortometraggio Submission ("Sottomissione", uno dei possibili modi di tradurre il termine arabo "Islam").
Nel film, tra l'altro, si vedono dei versi di una sūra del Corano scritti sulla schiena della protagonista. L'assassino sparò a Van Gogh dapprima due volte e poi, dopo che il regista gli aveva detto «ma non ne possiamo parlare?», altre quattro volte.
Nella pancia di Van Gogh, dopo l'assassinio vennero piantati due coltelli, uno dei quali tratteneva un documento di cinque pagine con minacce ai governi occidentali, agli ebrei, a Geert Wilders (leader del movimento antislamista Partito per la Libertà) e ad Ayaan Hirsi Ali: quest'ultima da allora iniziò a vivere sotto stretta protezione.
Da allora, il film è stato ritirato dalla proiezione dal suo produttore, Gijs van de Westelaken, anche lui minacciato ripetutamente di morte, ma è comunque reperibile in Internet. Al processo, l'assassino Mohammed Bouyeri ha confessato di non essere affatto pentito. Rivolgendosi alla madre di Van Gogh disse: «Non odiavo suo figlio, non era un ipocrita e non mi sono sentito offeso da lui.» ma aggiunse «Non sento il suo dolore in quanto lei è un'infedele.». Bouyeri è stato successivamente condannato all'ergastolo.

## Omaggi
All'assassinio di Theo van Gogh Chris Ripken ha reagito dipingendo un murale sul muro esterno del suo studio: un angelo, la data di morte del suo assassinio e la scritta "Gij zult niet doden" ("non uccidere", uno dei dieci comandamenti). I musulmani di una moschea vicina hanno denunciato il fatto al sindaco come offensivo e questi ha inviato la polizia a cancellarlo. Il reporter Wim Nottroth che ne ha documentato la distruzione e tentato di ostacolare l'esecuzione dell'ordinanza è stato poi arrestato.
Oriana Fallaci cita van Gogh nel suo articolo del 2005, Il nemico che trattiamo da amico..
Frank Miller gli dedica nel 2012 il fumetto Sacro terrore, edito in Italia da BAO Publishing.

## Lavori

### Pubblicazioni
- Engel ("Angelo", 1990)
- Er gebeurt nooit iets ("Non succede mai niente", 1993)
- Sla ik mijn vrouw wel hard genoeg? ("Picchio mia moglie abbastanza forte?", 1996)
- De gezonde roker ("Il fumatore in salute", 2000)
- Allah weet het beter ("Allah conosce meglio", 2003)
- De tranen van Mabel ("Le lacrime di Mabel", con Tomas Ross, 2004)

### Filmografia
- Luger (1982)
- Een dagje naar het strand ("Un giorno sulla spiaggia", 1984)
- Charley (1986)
- Terug naar Oegstgeest ("Tornando a Oegstgeest", 1987)
- Loos ("Selvaggio", 1989)
- Vals licht ("Falsa luce", 1993)
- Ilse verandert de geschiedenis ("Ilse cambia la storia", 1993)
- 06 (1994)
- Reunie ("Riunione", 1994)
- Eva (1994)
- Een galerij: De wanhoop van de sirene ("Una galleria: la sparizione di una sirena", 1994)
- De Eenzame Oorlog Van Koos Tak ("La guerra solitaria di Koos Tak", 1995)
- Blind Date ("Appuntamento al buio", 1996)
- Hoe ik mijn moeder vermoordde ("Come ho ucciso mia madre", 1996)
- In het belang van de staat ("Nell'interesse dello Stato", 1997)
- Au ("Ouch", 1997)
- De Pijnbank ("The Rack", 1998)
- Baby Blue (2001)
- De nacht van Aalbers ("La notte di Aalbers", 2001)
- Najib en Julia (2002) sceneggiato televisivo basato su Romeo e Giulietta di William Shakespeare sull'amore tra una ragazza bianca benestante e un ragazzo di origini marocchine che lavora nella consegna di pizze a domicilio.
- Interview (2003), un giornalista cinico intervista donne in vista.
- Zien ("Guardando", 2004)
- Submission (2004)

#### Postumi
- Cool (2004) un film su giovani difficili, alcuni dei quali di origini marocchine. Nel film i giovani impersonano loro stessi.
- 06/05 (2004), un film che mescola fatti e sceneggiatura sull'assassinio di Pim Fortuyn.
- Medea (2005), un moderno riadattamento della Medea di Euripide.

#### Progetti incompiuti
- Bad (Un "road movie sulle lesbiche"). Previsto per il 2005
- Duizend en één Dag ("Mille e un giorno"). Una serie sulla lotta tra i giovani musulmani e la loro fede. Benché non fosse arrivata alla pre-produzione, van Gogh aveva trovato una rete per la sua diffusione: la rete musulmana olandese NMO.